# Klortrifluorid
Klortrifluorid er en kemisk forbindelse mellem klor og fluor med betegnelsen ClF3. Det er en farveløs, giftig, ætsende og meget reaktiv gasart, der bliver til en bleg, grøn-gul væske, når den kondenserer. Gasarten bruges blandt andet til raketbrændstof, industriel rensning samt ætsende behandlinger i halvlederindustrien, i behandlingen af brændsel i atomreaktorer og andre steder.
| Kemi | Spire Denne artikel om kemi er en spire som bør udbygges. Du er velkommen til at hjælpe Wikipedia ved at udvide den. |

- Wikimedia Commons har flere filer relateret til Klortrifluorid